# Pentadesma butyracea
Pentadesma butyracea là một loài thực vật có hoa trong họ Bứa. Loài này được Sabine mô tả khoa học đầu tiên năm 1824.